# マルハマト
マルハマト (ウズベク語: Marhamat /Марҳамат、ロシア語: Мархамат) はウズベキスタン・アンディジャン州の都市である。ラテン文字表記はMarhamatもしくはMarxamat。2012年現在の人口は約16,000人。州都アンディジャンからは南に約30kmの地点にあり、キルギスとの国境付近にある。キルギス側の国境の町であるアラヴァンからは約15km。
ソビエト連邦の考古学者ベルンシュタムによれば、かつて大宛国 (Dawan state) の首府が置かれていたとされている。